# Silene sveae
Silene sveae là loài thực vật có hoa thuộc họ Cẩm chướng. Loài này được Lidén & Oxelman mô tả khoa học đầu tiên năm 2001.